# Selaginella bahiensis
Selaginella bahiensis är en mosslummerväxtart. Selaginella bahiensis ingår i släktet mosslumrar, och familjen mosslummerväxter.

## Underarter
Arten delas in i följande underarter:
- S. b. bahiensis
- S. b. manausensis